# Maxime Du Camp

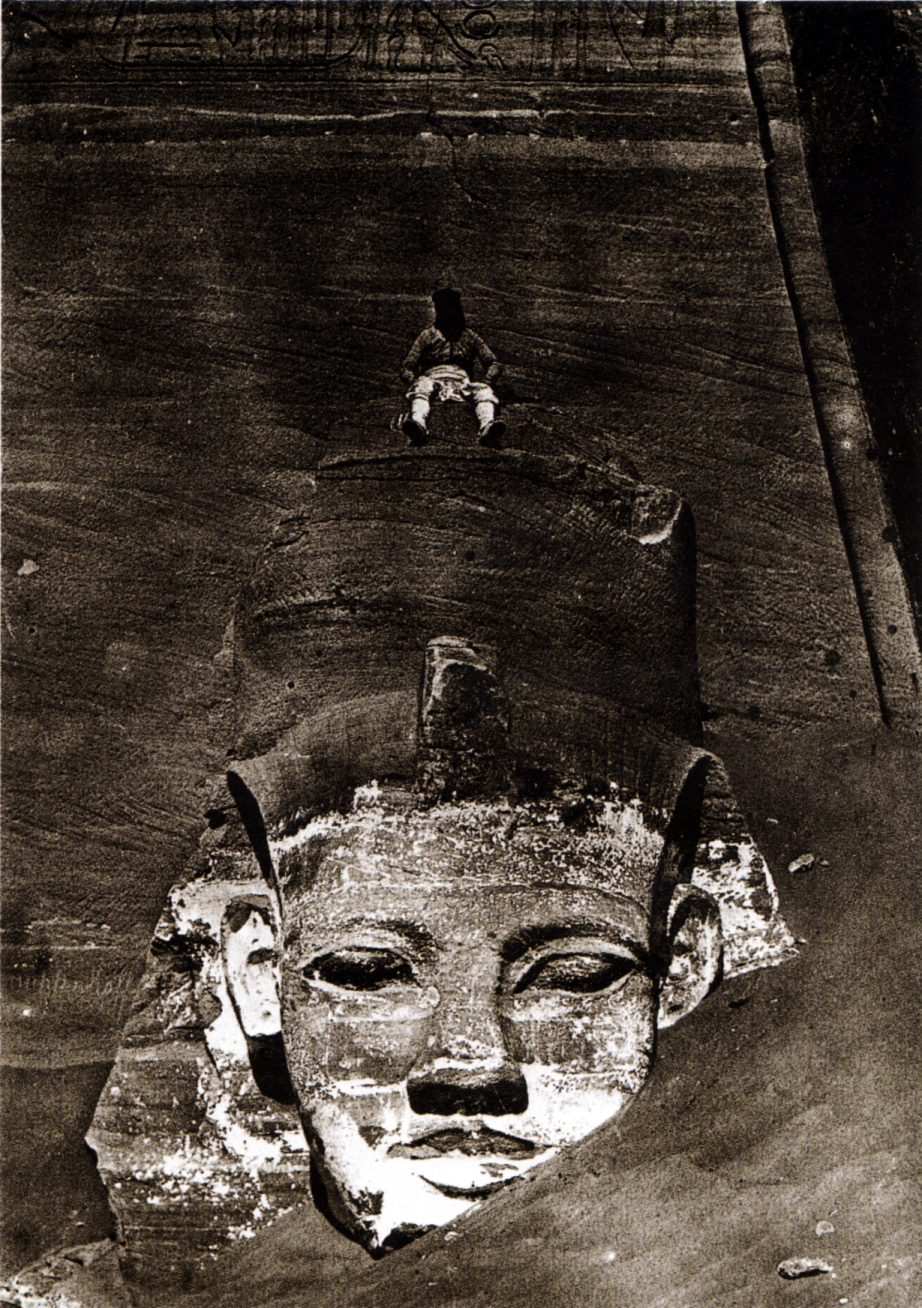
Het in het zand verzonken beeld van Ramses II bij Abu Simbel, foto Du Camp 1850; de figuur boven op de kop is Flaubert

Maxime Du Camp (Parijs 8 februari 1822 - Parijs 9 februari 1894) was een Frans schrijver, journalist en fotograaf. Du Camp was een boezemvriend van de schrijver Gustave Flaubert.

## Leven en werk

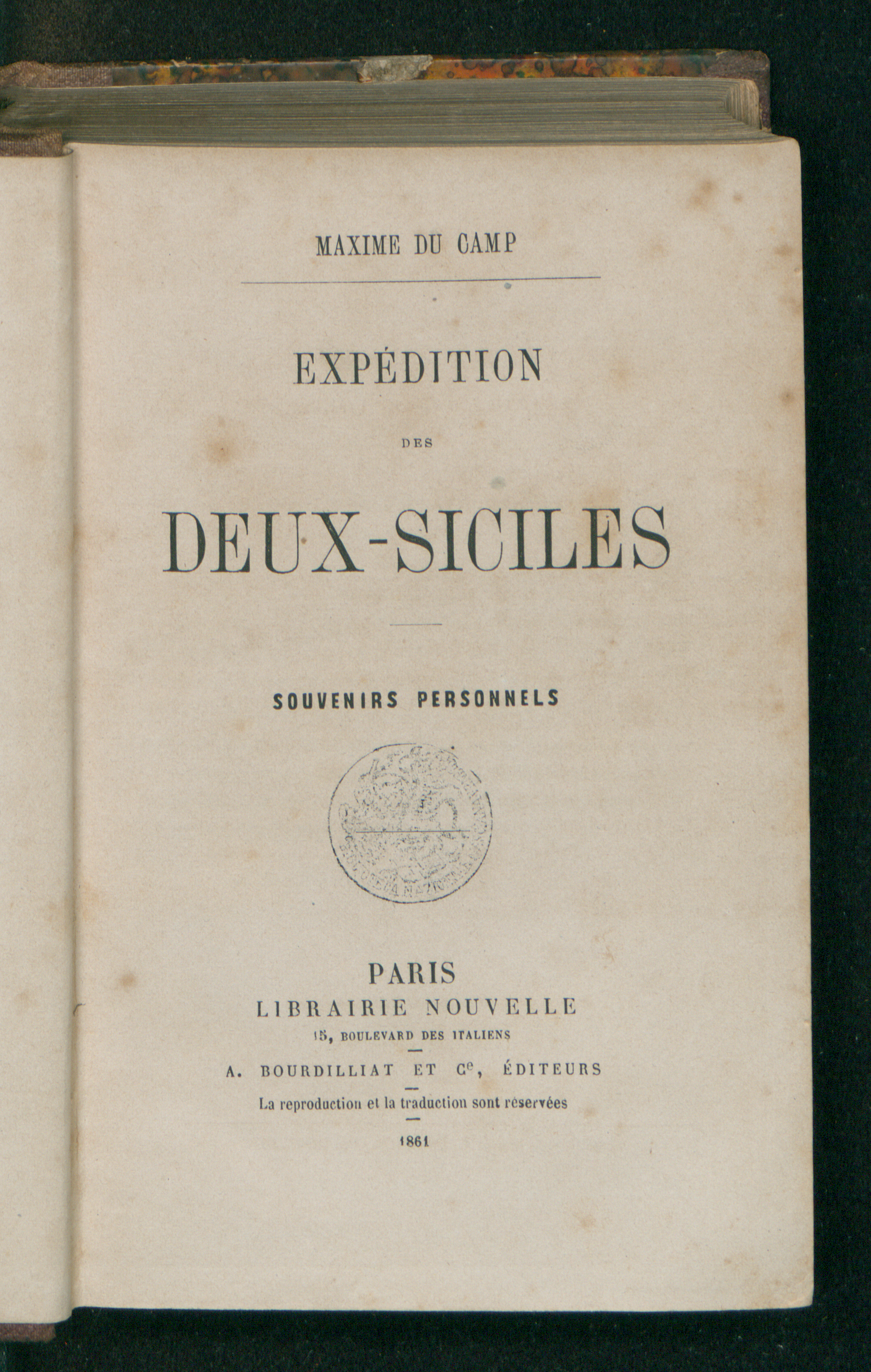
Expedition des Deux-Siciles, 1861

Du Camp was in zijn tijd een politiek actief persoon en nam onder andere deel aan de Revolutie van 1848. Zijn politieke geschriften zijn echter gedateerd, “onvast” qua standpunten, en hebben heden ten dage geen waarde meer.
Du Camp reisde meerdere malen naar Egypte, nam bijvoorbeeld in 1849 deel aan een grote Nijl-expeditie samen met onder andere zijn vriend Flaubert. Tijdens deze reizen ontstonden de meeste van zijn romans en gedichten, maar beroemd werden vooral zijn fotoreportages, toentertijd de eerste in hun soort.
Du Camp schreef verder enkele boeken over Parijs („Les convulsions de Paris“ en „Paris, ses organes, ses fonctions et sa vie“), die nog steeds te boek staan als uitermate typerende beschrijvingen van het (intellectuele) Parijse milieu in de negentiende eeuw.
Vandaag de dag worden met name ook nog zijn herinneringen  (“souvenirs”) gelezen, mede ook vanwege opgenomen beschrijvingen van zijn gesprekken met Flaubert (in Nederland verscheen een selectie in de reeks Privé-Domein onder de titel “Uren met Flaubert”).
In 1880 werd Du Camp opgenomen in de Académie française.
Du Camp stierf een dag na zijn 72e verjaardag, op 9 februari 1894 in Parijs.